# Vanessa Carlton
Vanessa Carlton (født 16. august 1980) er en amerikansk sanger og sangskriver. Hun har bl.a. skrevet "A thousand miles".
Hun har en søster og en bror. Forældre til alle tre børn er Ed og Heidi Carlton. Vanessa Carlton er opvokset i Milford, Pennsylvania, hvor hendes mor var klaverlærer og underviste Vanessa i klassisk musik fra Vanessas tidlige barndom. Derfor spiller Vanessa både på klaver og guitar til sine egne sange. Som 9-årig begyndte hun at gå til ballet. Hun blev medlem af en balletskole som 14-årig. Gennem hendes tid på denne skole fortsatte hun med at spille klaver og skrive sange. Somme tider var hun helt oppe til klokken 4 om natten for at indspille demoer, og det lykkedes hende at få en video indsendt til A & M Fecords i 2001. 
Hendes første video med sangen "A thousand miles" blev et stort hit, idet den nåede ind på American Top Ten. Hun optrådte derpå på MTV og lavede flere videoer. I 2002 og 2003 var hun på turne afbrudt af sangskrivning og studieindspilninger.
- Wikimedia Commons har flere filer relateret til Vanessa Carlton